# Улица Революции (Прага)
Улица Революции (чеш. Revoluční ulice) — улица в центре Праги, столицы Чехии. Соединяет площадь Республики и мост Штефаника.

## География
Улица Революции начинается от площади Республики и продолжается в северном направлении. От неё отходят улицы Длинная, Соукенцка, Ржасновка, Ланова и Климентская. Улица Революции образует границу между двумя районами города, нечётные адреса на западной стороне принадлежат Старому городу, а чётные адреса на восточной стороне являются частью района Новый город. Протяжённость улицы составляет около 350 метров.

## История
Улица возникла в средние века, в начале XVII века она представляла собой «грязный ров от Пороховых ворот до Влтавы, с кучами мусора, наносов и грязи» Первоначальная узкая улица была расширена ранее 1953 года; дома с западной стороны были снесены, а линия улицы сдвинута так, чтобы в ней, кроме кузова трамвая, можно было разместить проезжую часть и широкие тротуары. Последние дома были снесены после Второй мировой войны в районе пересечения с улицей Длинной.
Название улицы изменялось:
- в части улицы у реки Влтавы 18 века — «Наплавни» или «Наплавка».
- часть улицы от Пороховых ворот — «Трубни» или «Роурова» для трубопр.
- 19 век — «Элищина» по курорту на Влтаве.
- с 1918 года — улица Революции.